# Desviació magnètica

Esquema d'una bitàcola amb els elements usats per corregir el desviament d'agulla: 1 - Lantías. 2 - Esferes de Thomson. 3 - Allotjament per a imants longitudinals. 4 - Allotjament per a imants transversals. 5 - Barra Flinders.

El  desviament magnètic  és l'angle entre el nord marcat per l'agulla nàutica d'un navili i el nord magnètic del lloc en què es troba. El desviament de l'agulla és produït per la presència de masses de ferro i circuits elèctrics en el mateix vaixell, els quals creen un camp magnètic que s'afegeix a l'efecte del camp magnètic terrestre. És propi de cada vaixell, i varia amb el rumb. El primer a informar d'aquest desviament va ser l'explorador portuguès Joao de Castro, qui en 1538 ho va atribuir a la proximitat d'un canó al bloc.
El desviament d'agulla s'expressa de manera abreujada amb la lletra grega delta (Δ), i es pot formular d'una d'aquestes dues formes: indicant la direcció del desviament (cap a l'est o l'oest), o bé amb la indicació "positiu" (si l'agulla es desvia cap a l'est) o "negatiu" (si l'agulla es desvia cap a l'oest): "Δ = 2° I" és el mateix que "Δ =+2°".

## Compensació del desviament
Un tècnic especialitzat, conegut com a compensador d'agulles, pot fer la compensació de l'agulla nàutica posant imants i petites masses de ferro a la bitàcola, en les proximitats de l'agulla. Aquesta compensació s'ha de revisar periòdicament, especialment quan el vaixell ha estat molt de temps immòbil.
Els desviaments que no s'han pogut compensar amb aquest procediment es reflecteixen en una taula de desviaments en què s'indica la magnitud del desviament a cada rumb, indicada generalment en fraccions de 15 graus.

## Utilització en navegació
El desviament d'agulla d'un vaixell a un rumb determinat, llegit en la taula de desviaments, s'afegeix a la declinació magnètica (dm) del lloc per obtenir el valor conegut com a correcció total (Ct), que és el desviament del nord marcat per l'agulla respecte al nord geogràfic o veritable. Per traçar un rumbs en la carta nàutica, cal convertir el rumb d'agulla (Ra) en rumb vertader (Rv) amb la fórmula:  Ra+Ct = Rv . Per traçar un demora a la carta, cal convertir la demora d'agulla (Da) en demora veritable (Dv) amb la fórmula:  Dona+Ct = Dv . Per conèixer l'azimut veritable, cal convertir l'azimut d'agulla (Aza) en azimut veritable (Azv) amb la fórmula:  Aza+Ct = Azv .

## Vegeu més
- Compàs nàutic
- Declinació magnètica